# دهستان بررود
دهستان بررود با نام‌های تاریخی بردارود و بژدارو دهستانی از توابع بخش بررود شهرستان کوهسرخ در استان خراسان رضوی است و براساس سرشماری سال ۱۳۹۵ جمعیت آن ۳٬۵۸۶ نفر (۱٬۳۲۳ خانوار) است.

## روستاها
- بند قراء
- تجرود
- خرو
- طرق
- قراچه
- کریز
- کلاته پایین‌دره
- کلاته تیمور